# Anna Verešová
Anna Verešová (* 25. dubna 1964 Kamenná Poruba) je slovenská sociální pracovnice, politička, bývalá poslankyně NR SR a spoluzakladatelka neziskové organizace Áno pre život.
V roce 2016 byla jako nestranička na kandidátce hnutí OĽaNO-NOVA zvolena do Národní rady Slovenské republiky, kde zároveň působila jako předsedkyně Výboru NR SR pro lidská práva a národnostní menšiny. V parlamentních volbách v roce 2020 kandidovala jako nestranička za KDH. Od roku 2017 do 2022 byla poslankyní zastupitelstva Žilinského samosprávného kraje za obvod Žilina. V letech 2020–2023 pracovala jako generální ředitelka Sekce rodinné politiky na Ministerstvu práce, sociálních věcí a rodiny.

## Životopis

### Studium
Narodila se v Žilině. V roce 1983 absolvovala obor geodézie na Střední průmyslové škole stavební v Žilině. V roce 2008 získala magisterský titul ze sociální práce na Vysoké škole zdravotnictví a sociální práce sv. Alžbety v Bratislavě, kde také později externě vyučovala.

### Sociální práce a pro-life aktivismus
V roce 1998 spolu se svým manželem Dušanem a Marcelou a Petrem Dobešovými založila neziskovou organizaci Áno pre život, poskytující odborné poradenství a sociální služby v zařízení nouzového bydlení pro osamělé těhotné ženy v nouzi a osamělé matky s dětmi, jež se staly oběťmi domácího násilí. Do roku 2016 tuto organizaci řídila a zároveň byla také garantkou vykonávání opatření sociálně právní ochrany dětí a sociální kurately a specializovaného poradenství.
V této době Verešová prosazovala myšlenku společensky prospěšného podnikání, kterou popsala v brožuře Sociálne podnikanie – mýtus alebo inovácia? Roku 2013 vytvořila v rámci organizace Áno pre život chráněné pracoviště, řemeslné dílny, specializující se na krejčovskou výrobu, a od roku 2015 také na výrobu cukrářskou. Chráněné pracoviště zaměstnávalo zdravotně znevýhodněné ženy, osamělé matky sociálně znevýhodněné na trhu práce a taktéž bývalé klientky azylového domu. Roku 2020 organizace transformovala toto chráněné pracoviště na sociální podnik LABORE, poskytující pracovní pozice lidem se zdravotním hendikepem, či lidem, kteří jsou z jiných důvodů zvýhodnění na trhu práce. LABORE má tři provozovny – cukrárenskou výrobnu v Rajci a cukrárny v Rajeckých Teplicích a Žilině.
Patřila mezi iniciátory pro nízkou účast neplatného referenda o rodině, které se konalo 7. února 2015. Angažuje se v třetím sektoru jakožto členka předsednictva pro-life organizace Fórum života a jako supervizorka poskytující individuální i skupinovou supervizi pro sociální pracovníky a dobrovolníky.

### Politická angažovanost
Do politiky vstoupila během voleb do Národní rady Slovenské republiky v roce 2016. V těchto volbách kandidovala na poslankyni ze 7. místa kandidátky hnutí OĽaNO-NOVA. S 9 802 hlasy jí nakonec byla zvolena. V Národní radě (parlamentu) se věnovala lidskoprávním tématům a rodinné a sociální politice. Připravila publikaci Rodinná politika pre Slovensko jako pracovní dokument vydaný k odborné konferenci v NR SR, která se uskutečnila 15. května 2018. Byla též předsedkyní Výboru NR SR pro lidská práva a národnostní menšiny, kde prosadila společné usnesení výboru o ochraně svobody náboženství, nebo víry a pomoci pronásledovaným křesťanům a jiným náboženským komunitám ve světě, které bylo schváleno hlasy 145 ze 146 přítomných poslanců.
Ve volbách do VÚC v roce 2017 kandidovala za obvod Žilina jako nominantka koalice KDH, NOVA, OĽaNO, OKS a SaS, přičemž byla se ziskem 7 813 hlasů zvolena poslankyní Žilinského samosprávného kraje. V krajském zastupitelstvu byla členkou komise sociální pomoci a rodiny.
V červnu 2019 vystoupila z poslaneckého klubu OĽaNO a následně tak v parlamentu působila jako nezávislá poslankyně. V září 2019 oznámila kandidaturu za KDH jako nestranička. V parlamentních volbách v roce 2020 kandidovala ze 17. místa kandidátky KDH, hnutí však získalo pouze 4,65 % hlasů a do parlamentu se tak nedostalo.
V letech 2020 až 2023 pracovala jako generální ředitelka Sekce rodinné politiky na Ministerstvu práce, sociálních věcí a rodiny.

## Osobní život
Je vdaná za Dušana Vereše a má pět dětí. Bydlí v Kamenné Porubě v okrese Žilina.